# De Jeugd van Tegenwoordig
De Jeugd van Tegenwoordig est un groupe de hip-hop néerlandais. Ce groupe est composé de Vieze Fur (ou Vieze Freddy), de P. Fabergé (ou Faberyayo) et de Willie Wartaal. Le single Watskeburt?!, est sorti en mai 2005, et devient premier des classements aux Pays-Bas.

## Biographie

### Débuts
Le groupe est composé de Vieze Fur (ou Vieze Freddy), de P. Fabergé (ou Faberyayo) et de Willie Wartaal. Vieze Fur et Willie Wartaal forment de temps à autre le groupe Baksteen. P. Fabergé fait aussi partie du groupe Le Le. Leur single Watskeburt?! devient un succès majeur sur Internet, et apparait au label Magnetron Music, de Kostijn Egberts, qui s'est associé au label TopNotch. De Jeugd van Tegenwoordig se popularisent bientôt et la même semaine Watskeburt? atteint la première place du Single Top 100. En août la même année, ils jouent au Lowlands. Leur deuxième single s'intitule Progress. Un mois avant sa sortie, la piste est déjà diffusée comme sonnerie. Il atteint la 50e place des classements belges.

### Parels voor de zwijnen

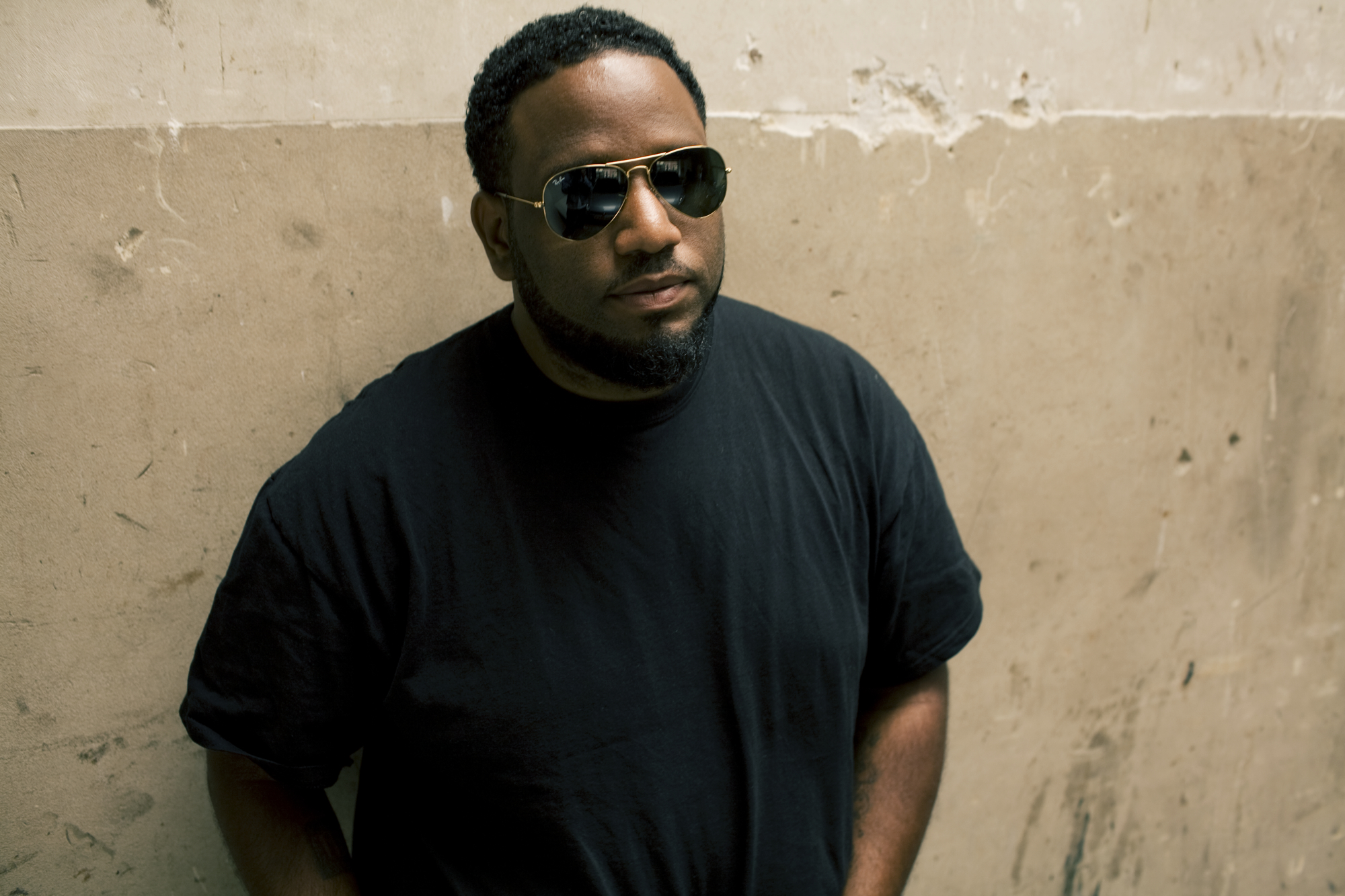
Willie Wartaal.

En 2005 sort leur premier album, Parels voor de zwijnen. Il se classe 20e dans le pays. De Jeugd van Tegenwoordig sont récompensés d'un Dutch Mobo Award dans la catégorie de « meilleure percée ». L'album se vendra à 8 000 exemplaires. Le 17 octobre 2005, ils animent leur propre émission, Hard Gaan, sur la chaine The Box. En décembre 2005, De Jeugd van Tegenwoordig publi un single avec Katja Schuurman, intitulé Ho Ho Ho. En 2006, le groupe reçoit le prix de meilleurs nouvel arrivant aux 3FM Awards et aux Edison Music Awards. La chanson Watskeburt?! est publiée en Allemagne et en Angleterre. Ils font également une chanson avec Luie Hond, Poes in de Playboy. Ils sont également nommés pour les Urban Awards, TMF Awards 2006, et Gouden Greep. 
En 2007, le single Shenkie est publié. Avec TMF, le groupe organise un concours pour le tournage du clip. Leur DVD Tarrels voor de Zwijnen est sorti, et comprend des clips vidéo, tous les épisodes de la mini-série Hard Gaan et séquences inédites. La chanson Shenkie est nommée dans les catégories de meilleur single et meilleur clip aux Urban Awards et Gouden Greep.

### DeDe machineàJa, natúúrlijk!

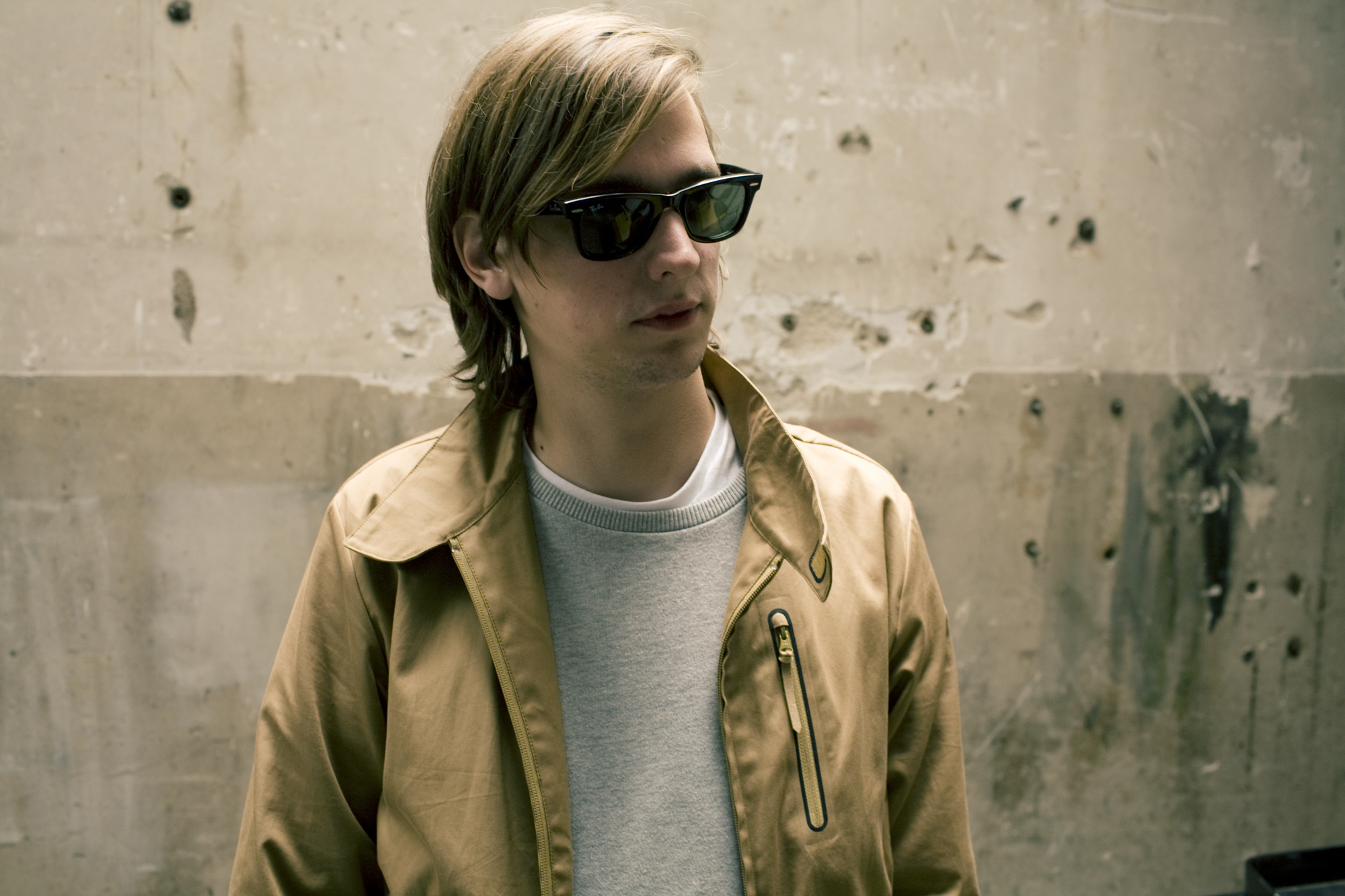
Faberyayo.

Leur deuxième album, De Machine, est publié le 25 avril et est aussi un succès. Il comprend un premier single, Hollereer. Le clip qui l'accompagne est tourné avec IM Creative Productions (IMCP). Il est ensuite suivi des singles Wopwopwop (de tentbakkers) et Datvindjeleukhe. Avec l'album De Machine, ils remportent le 3voor12 Award dans la catégorie de « meilleur album de 2008 ». Ils remportent aussi un MTV Award dans la catégorie de meilleur groupe néerlandais/belge. En 2009, De Jeugd Van Tegenwoordig jouent au Pinkpop, et sont nommés pour un 3FM-TMF et un Edison Award.
Ils sortent le single Buma in mijn Zak, qui est suivi par Deze Donkere Jongen Komt Zo Hard, qui remporte une certaine popularité en Flandre. Leur album De Machine est également apparu en Flandre et, dans la même année, le groupe joue au festival belge Rock Werchter. Le 7 juin 2013, ils sortent le single De Formule. Le 7 août 2013, il est suivi par le single Een Barkie. Le 17 septembre 2013, De Jeugd publient le premier single de l'album Ja, natúúrlijk!, intitulé Prinsjesdag. L'autre single, Het mysterie van de koude schouder sera aussi publié.

### Manon
Le 23 octobre 2015 sort l'album, Manon. Le single homonyme, Manon, est publié le 5 septembre la même année. Des clips sont aussi tournés pour les singles Zakmeuitdeheup, BPM69, et Lente in Bed.

## Discographie

### Albums studio
- 2005 : Parels voor de zwijnen
- 2008 : De machine
- 2010 : De lachende derde
- 2013 : Ja, natúúrlijk!
- 2015 : Manon
- 2018 : Luek

## Filmographie
- 2005 : Hard Gaan!
- 2007 : Parels Voor De Zwijnen